# Metanephrops thomsoni
Metanephrops thomsoni är en kräftdjursart som först beskrevs av Charles Spence Bate 1888.  Metanephrops thomsoni ingår i släktet Metanephrops och familjen humrar. IUCN kategoriserar arten globalt som otillräckligt studerad. Inga underarter finns listade i Catalogue of Life.